# Нидерланды на Всемирных военных играх
Нидерланды принимают участие во Всемирных военных играх с самого их начала: в летних Играх с 1995 года, в зимних Играх с 2010 года.
На летних Играх военнослужащие-спортсмены Нидерландов завоевали (с учётом результатов летних Игр 2019 года) всего 20 медалей, из них 7 золотых, в медальном зачёте занимают 34-е место; на зимних Играх (с учётом результатов зимних Игр 2017 года) ни одной медали не завоевали.

## Медальный зачёт

### Медали на летних Всемирных военных играх
| Игры                | Золото | Серебро | Бронза | Всего | Место |
| 1995 Рим            | 1      | 1       | 1      | 3     | 22    |
| 1999 Загреб         | 2      | 2       | 2      | 6     | 17    |
| 2003 Катания        | 1      | 0       | 1      | 2     | 21    |
| 2007 Хайдарабад     | 2      | 0       | 2      | 4     | 22    |
| 2011 Рио-де-Жанейро | 1      | 1       | 2      | 4     | 31    |
| 2015 Мунгён         | 0      | 0       | 0      | 0     | —     |
| 2019 Ухань          | 0      | 0       | 0      | 0     | —     |
| Всего               | 7      | 4       | 9      | 20    | 34    |